# RCAF Old Stadium
Lambert Stadium znany jako Old Stadium – wielofunkcyjny stadion w Phnom Penh, stolicy Kambodży. Jest obecnie używany głównie dla meczów piłki nożnej oraz zawodów lekkoatletycznych. Swoje mecze rozgrywają na nim drużyny piłkarskie Asia Europe University FC, Boeung Ket, Build Bright University FC, Kirivong Sok Sen Chey, Nagacorp FC, National Defense Ministry FC, Phnom Penh Crown FC, Police Commissary FC, Svay Rieng FC i Senate Secretariat FC. Stadion może pomieścić 7 000 widzów. Został wybudowany w latach 50. XX wieku.